# جزء حقيقي

بيان للمستوى العقدي. الجزء الحقيقي لعدد مركب z=x+iy هو x.

في الرياضيات، الجزء الحقيقي لعدد مركب {\displaystyle z=x+iy} (حيث x و y عددان حقيقيان)هو{\displaystyle x}.
باستعمال مفهوم مرافق {\displaystyle {\bar {z}}} عدد مركب {\displaystyle z}، فإن الجزء الحقيقي ل {\displaystyle z} يساوي {\displaystyle z+{\bar {z}} \over 2}.